# Coropós

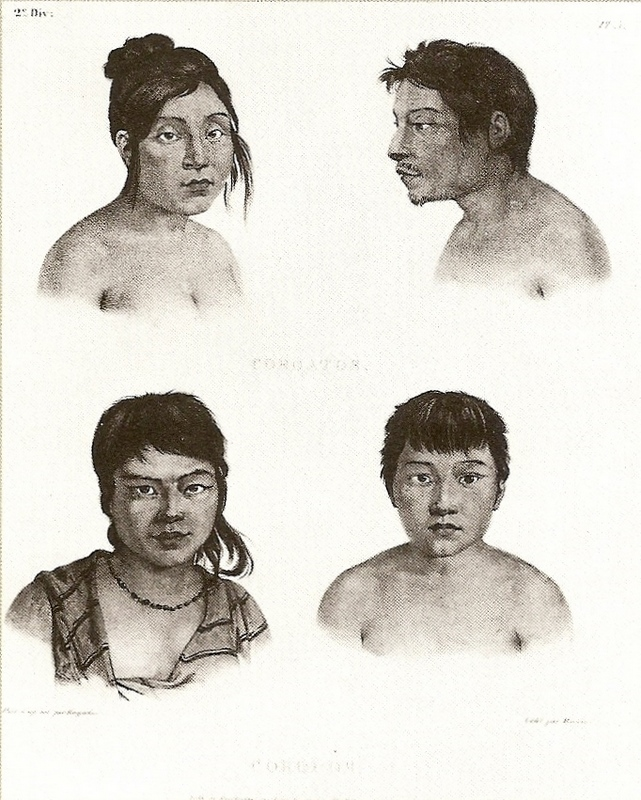
Índios coroados e coropós
por Rugendas

Os coropós foram um grupo indígena brasileiro da região do rio Pomba, nos estados de Minas Gerais e Rio de Janeiro. O termo "coropó" se origina na corruptela do termo "coroado", nomeação que os colonizadores deu a grupos puris de algumas regiões.

## História
A partir do século XVIII, o avanço da colonização luso-brasileira sobre o território dos puris e coropós determinou a extinção e a miscigenação desses povos com os novos colonizadores.